# Bambanani Mbane
Bambanani Mbane, née le 12 mars 1990 à Sterkspruit, est une footballeuse internationale sud-africaine évoluant au poste de défenseure.

## Biographie
Avec l'équipe d'Afrique du Sud, elle participe aux Jeux olympiques d'été de 2016 organisés au Brésil. Lors du tournoi olympique, elle doit se contenter du banc des remplaçants, et ne joue aucun match. Avec un bilan d'un nul et deux défaites, l'Afrique du Sud ne parvient pas à s'extirper de la phase de groupe.
Elle participe ensuite à la Coupe d'Afrique des nations 2016 organisée au Cameroun, puis à la Coupe d'Afrique des nations 2018 qui se déroule au Ghana. Lors de la CAN 2018, elle joue cinq matchs. L'Afrique du Sud s'incline en finale face au Nigeria.
Elle dispute ensuite la Coupe du monde 2019 qui se déroule en France. Lors de ce mondial, elle ne joue qu'une seule rencontre, face à la Chine. Avec un bilan peu reluisant de trois défaites en trois matchs, l'Afrique du Sud ne dépasse pas le premier tour du mondial.

## Palmarès
- Vainqueur de la Coupe d'Afrique des nations 2022 avec l'équipe d'Afrique du Sud
- Finaliste de la Coupe d'Afrique des nations en 2018 avec l'équipe d'Afrique du Sud